# 몬마 료
몬마 료(일본어: 門馬 良 もんま りょう[*], 1962년 8월 1일 ~ )는 일본의 엔카 가수이다. 도쿄도 가쓰시카구 출신이다.